# Tettenhall
Koordinaten: 52° 36′ N, 2° 10′ W
Tettenhall (der Name ist vermutlich abzuleiten von Teotta’s Halh, wobei ein Halh eine geschützte Stelle bedeutet, während Teotta ein sächsischer Männername war) ist ein Stadtteil von Wolverhampton mit großer Geschichte. Die Schlacht im Wald bei Tettenhall war der Wendepunkt des Kampfes Eduards des Älteren gegen die Wikinger im Jahr 910.
Die heutige Kirche von Tettenhall, St. Michael and All Angels, bestand schon zur Zeit des Domesday Book (1086). Damals haben (aus den erhobenen Abgaben zu schließen) etwa hundert Einwohner dort gelebt. Sehenswert und ein Wahrzeichen der Stadt ist auch der Clock Tower von 1912, erbaut im Gedenken an die Krönung von König George V. Daneben sind bemerkenswert: Wightwick Manor, ein Ensemble von Herrenhäusern aus dem späten 19. Jh.; die alte Windmühle von 1720; Compton Hall (1845); Salisbury House, ursprünglich ein Anwesen der Thorneycrofts (s. u.), heute Bürogebäude; St. Jude’s Church; sowie West Park, der Erholungspark des Stadtteils.
Tettenhall hat eine Einkaufsstraße und eine Arkade und wird von der Fernstraße A41 durchquert. Obwohl es 1966 in Wolverhampton eingemeindet wurde, blieb aber sein ländlicher Charakter erhalten. 1851 lebten hier 3.396 Einwohner, heute umfassen die Wolverhamptoner Stadtteile Tettenhall-Wightwick und Tettenhall-Regis ca. 11.000 bzw. 12.000 Einwohner.
Tettenhall hat seine eigene Public School, Tettenhall College, die in Tettenhall Towers, dem Sitz der Familie Thorneycroft, untergebracht ist. Vielleicht der berühmteste Schüler dieses Colleges war Arthur Harden. Die Thorneycrofts ihrerseits waren berühmte Konservative. In den 1860er Jahren versuchte Benjamin Disraeli persönlich, Oberst Thorneycroft für eine Kandidatur für das britische Unterhaus zu gewinnen, doch dieser verzichtete darauf.
Im Übrigen war er ein äußerst exzentrischer Mann. Er war bekannt dafür, dass er seine Butler von den Türmen seines Schlosses stieß, um verschiedene von ihm erfundene Flugmaschinen zu testen. Ein Nachfahre des Obersten Thorneycroft wurde in den 1950er Jahren britischer Schatzkanzler, Peter Thorneycroft.
Zu den weiteren bekannten Söhnen und Töchtern des Ortes zählen:
- Edward Banks, Dichter (20. Jh.)
- Herbert Westren Turnbull, Mathematiker (20. Jh.)
- James Brindley, Ingenieur und Kanalbauer (18. Jh.)
- Thomas Congreve, Ingenieur, Raketenkonstrukteur (18. Jh.)
- Henry Hartley Fowler, erster Lord of Wolverhampton, adliger Politiker, Kolonialminister
- Sir Alfred Hickman, Industrieller
- Admiral Richard Leveson
- William Pitt, Lokalhistoriker und Dichter
- Thomas Telford, Straßenbau-Ingenieur